# Joop Vogt
Johannes Everhardus (Joop) Vogt (Zwolle, 1 mei 1927 – Wageningen, 24 december 2012) was een pacifistisch-socialistisch- en GroenLinks-politicus.
Vogt studeerde aan de Hogere Landbouwschool te Groningen tussen 1945 en 1948. Tijdens zijn studie was hij voorzitter van de Bond van Sociaal-democratische studentenclubs. Tussen 1948 en 1951 deed hij vervangende dienstplicht bij de Rijks Psychiatrische Inrichting in Eindhoven. Van 1951 tot 1953 werkte hij als laborant bij de Rijksseruminrichting te Rotterdam en vervolgens als stal- en voederadviseur bij de N.V. "Hollandia" te Vlaardingen. In 1955 werd hij chef proefstal laboratorium fysiologie der dieren aan de landbouwhogeschool te Wageningen, deze baan hield hij tot 1984. In 1958 werd hij lid van de Pacifistisch Socialistische Partij. Hij had enkele functies in het landelijk bestuur zoals vicevoorzitter en propagandist. In 1964 was hij kortstondig partijvoorzitter. In 1966 werd hij lid van de Wageningse gemeenteraad, wat hij tien jaar zou blijven.
Tussen 1977 en 1981 was hij het enige PSP-lid van de Eerste Kamer. Op 30 april 1980 bleef hij vanwege principiële redenen weg bij de inhuldiging van koningin Beatrix. Tussen 1982 en 1983 was hij lid van de Provinciale Staten van Gelderland, om in 1983 terug te keren in de Eerste Kamer. In 1987 werd hij niet herkozen, maar in 1988 wel. Tussen 1989 en 1991 was hij wederom voorzitter van de PSP, waarbij hij zich inzette voor de vorming van GroenLinks. Tussen 1989 en 1991 werkte hij in de gezamenlijke Eerste Kamerfractie van PSP, Communistische Partij van Nederland en Politieke Partij Radikalen, de partijen die samenwerkten in GroenLinks.
Joop Vogt overleed op 24 december 2012 op 85-jarige leeftijd.
- Biografisch Portaal: 85298002
- Parlement.com: vg09llieijp7